# Cattedrale di Wrexham
La cattedrale di Nostra Signora dei Dolori (in inglese: Cathedral Church of Our Lady of Sorrows) è una chiesa cattolica sita nella città di Wrexham, in Galles, ed è la cattedrale della diocesi di Wrexham.

## Storia
La cattedrale fu originariamente costruita come chiesa parrocchiale nel 1857. Il suo architetto, Edward Welby Pugin, ha adottato uno stile gotico tipico del XIV secolo. La chiesa ha sostituito una precedente cappella che nel 1850 era stata ritenuta insufficiente per la crescente congregazione locale. Ulteriori aggiunte sono state fatte a metà del XX secolo, come il chiostro e la cappella laterale.
La chiesa fu elevata a procattedrale nel 1898 dopo l'erezione della diocesi di Menevia (oggi arcidiocesi di Cardiff-Menevia) e dal 1987 è sede della diocesi di Wrexham.